# Avarvirág
Az avarvirág vagy kúszó avarvirág (Goodyera repens) a kosborfélék családjába tartozó, Magyarországon védett növényfaj.

## Megjelenése
Az avarvirág 6-25 cm magas, lágyszárú, évelő növény. Elágazó rizómája (gyöktörzse) a talajfelszín felett, a moha között kúszik. 5-8 db sötétzöld, szíves vagy tojásdad alakú, hálózatosan erezett levele tőlevélrózsát alkot. A levélnyél hossza kb. 8 mm, a levéllemezé 1,5-3,5 cm, szélessége 1,2-2 cm. A száron 3-9 kisebb levél található, amelyek mérete felfelé egyre csökken és a legfelsők már csak 1-1,5 cm-esek, murvalevélszerűek. A szár és a virágok sűrűn, fehéren mirigyszőrösek, bár a levelek kopaszok. Kúszó indáiból kihajtó egyedei kisebb (6-25 tagú) telepeket alkothatnak. 
Június-augusztusban virít. A virágzatot nagyjából egy irányba álló, laza füzérbe rendeződő, 10-20 db fehér virág alkotja. A külső lepellevelek (szirmok) 4-6 mm hosszúak és 2-5-3 mm szélesek, kívül mirigyszőrösek. A belső lepellevelek lándzsásak, hosszuk 4-6 mm, szélességük 1,6-2 mm. A mézajak (labellum) kétosztatú, ép szélű, hossza 3,5-5 mm. Külső része (epichil) megnyúlt háromszögletű, a belső (hypochil) kiöblösödő.          
Termése 5,5-6,5 mm hosszú, 3-4,5 mm széles, tojásdad toktermés, amelyben átlagosan 2400 (1250-3400) apró mag fejlődik.     

## Elterjedése
Eurázsia és Észak-Amerika északi részén honos. Európa déli részén és Kisázsiában a hegyekben él. Magyarországon dombvidéki faj, kb 500 m magasságig hatolt. Főleg az Alpokalján, illetve a Bakonyban fordult elő, 1990 után már csak két állománya volt ismert, de lehetséges hogy azóta ezek is eltűntek.       

## Életmódja
Mohás talajú fenyvesek, vegyes erdők növénye. Inkább mészkerülő, élőhelyein a talaj kémhatását 4,2-7,03 közöttinek mérték. Árnyéktűrő, általában csak a napfény 3-10%-a jut el hozzá. 
Csírázásához szükséges a Rhizoctonia gombák fonalaival való kapcsolat. 3-5 évig csak rizómáját fejleszti, hajtásai csak ezután jelennek meg a felszínen és a csírázástól számítva 7-8. évben virágzik először. Erősen mikotróf, a kúszó hajtás sejtjei 40-60%-ban érintkeznek a gombahifákkal. Levelei örökzöldek, az új levelek május-júniusban jelennek meg. Június közepétől augusztus végéig virágzik, középnapja július 18. Méhek, poszméhek porozzák be, a virágok 55-75%-ban termékenyülnek meg. A termések augusztus végére, szeptember elejére érnek be. A virágzást követően a hajtás egy éven belül elhal. A sarjtelepek élettartama 25-35 év. Új élőhelyeket magjai segítségével hódít meg, de ezután döntően vegetatívan terjed.  

## Természetvédelmi helyzete
Az avarvirág nagy területen elterjedt, népes populációi ismertek és bár ritka, a kipusztulása nem valószínű; ezért a Természetvédelmi Világszövetség Vörös listáján "nem fenyegetett" státusszal szerepel. Elsősorban élőhelyének eltűnése fenyegeti, ahol a fenyveseket bükkösök váltják fel. Magyarországon eddig összesen 17 állományát mérték fel, amelyből 1990 után mindössze kettő maradt meg, de azóta azok is eltűntek. Újbóli felbukkanása nem zárható ki. 1982 óta védett, természetvédelmi értéke 10 000 Ft.

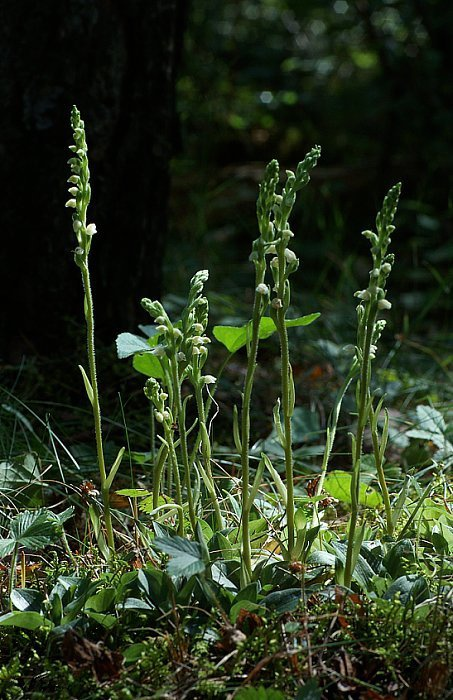
habitusa
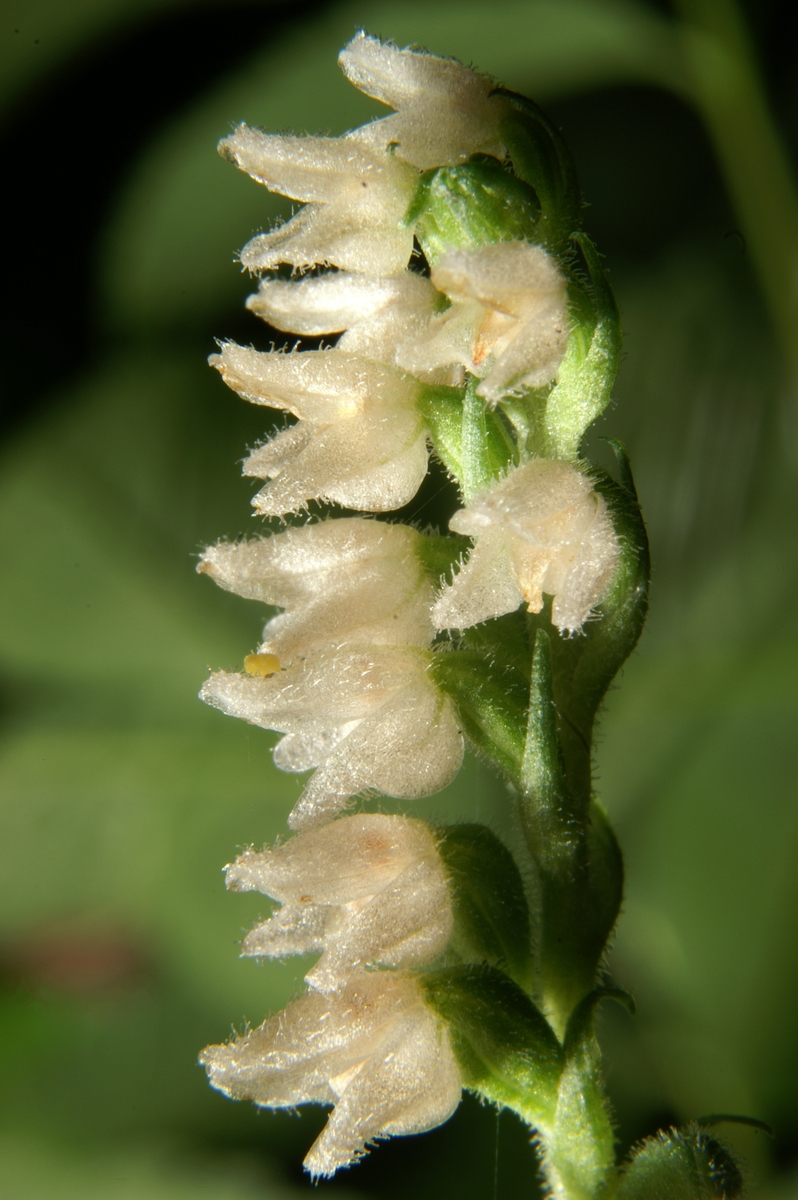
Virágzata
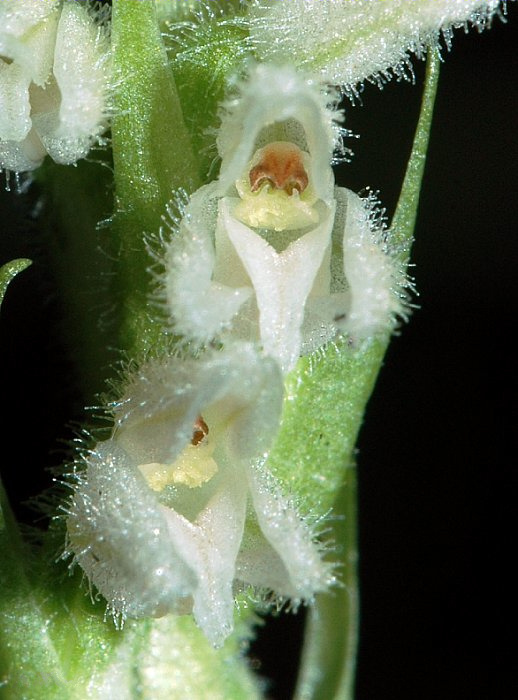
Virága
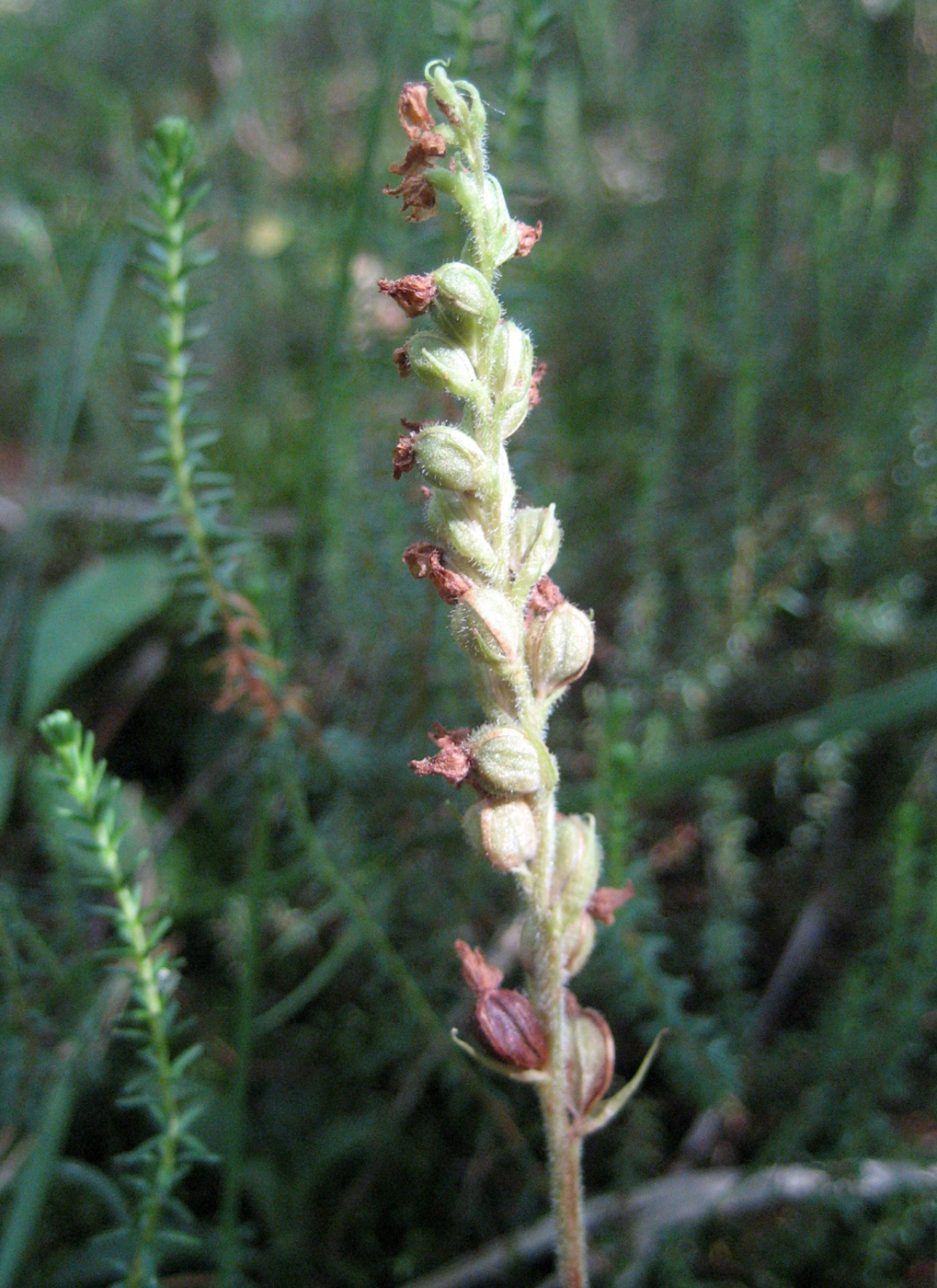
Termései
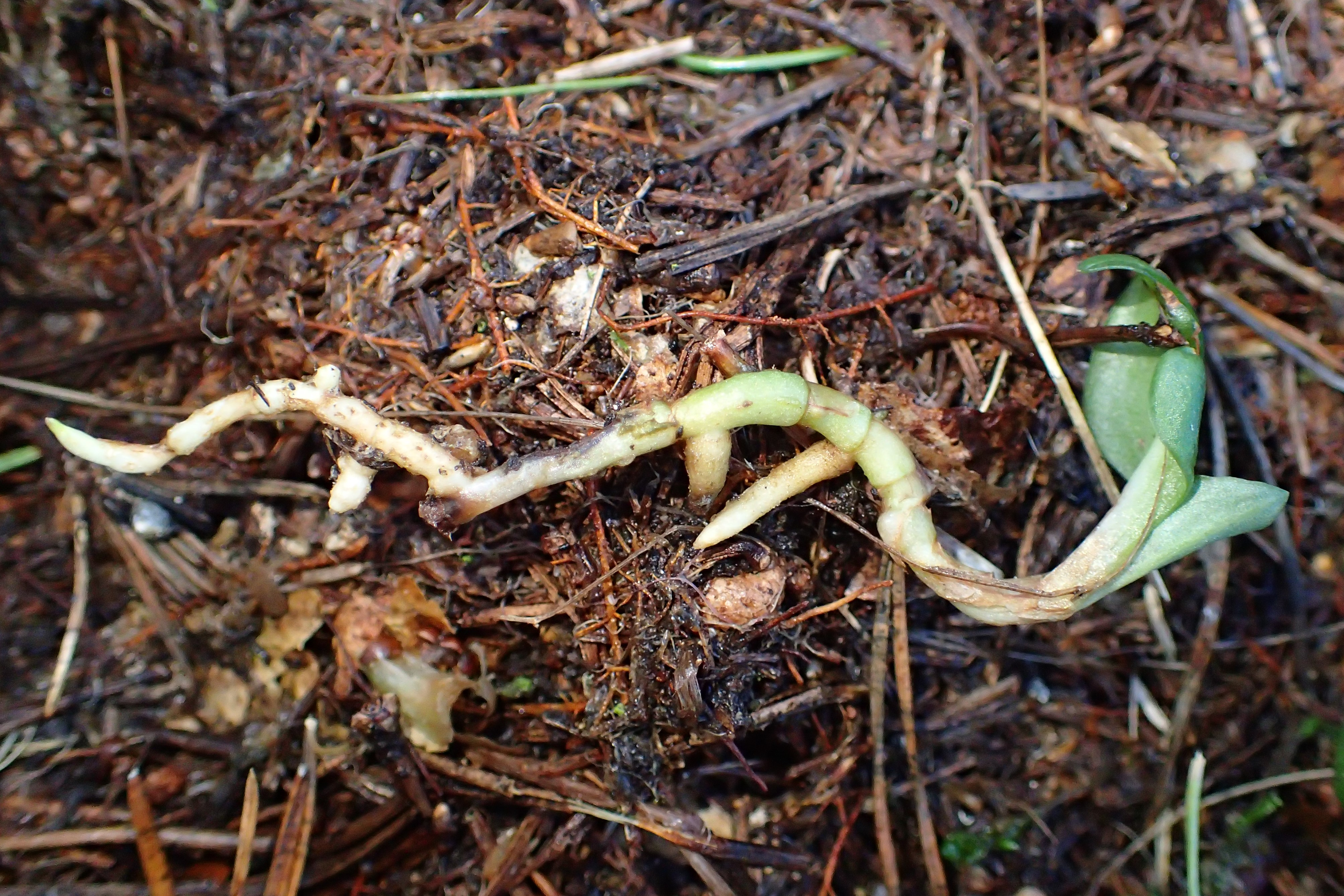
Kúszó rizómája